# Robin and Marian
Robin and Marian is een Britse-Amerikaanse film uit 1976, geregisseerd door Richard Lester met in de hoofdrollen Sean Connery als Robin Hood en Audrey Hepburn als Marian. Het was de eerste rol voor Hepburn sinds negen jaar.
Het verhaal is een voortzetting van de oorspronkelijke gebeurtenissen van de Robin Hood-legende.

## Verhaal
Een inmiddels duidelijk ouder geworden Robin Hood dient bij aanvang van de film als kapitein in het leger van Richard I van Engeland. Onder zijn bevel zijn de Britten Frankrijk binnengevallen. Robin moet een kasteel veroveren waar een gouden beeld zou staan. Wanneer Robin en Kleine Jan ontdekken dat het kasteel een toevluchtsoord is voor vrouwen en kinderen, en dat er waarschijnlijk niet echt een gouden beeld is, weigeren ze de aanval voort te zetten. Richard laat de twee arresteren wegens insubordinatie. Hij wil de twee laten executeren, maar wordt zelf dodelijk verwond door een pijl voor hij het bevel kan geven. Robin blijft tot Richards dood nog aan hem trouw, waardoor Richard met zijn laatste woorden de twee hun vrijheid teruggeeft.
Na Richards dood keren Robin en John terug naar Engeland, waar Prins Jan de macht weer heeft gegrepen. Daar blijkt dat Lady Marian tijdens hun afwezigheid een non is geworden. Omdat de koning heeft bevolen dat de Rooms-Katholieke kerk uit Engeland moet worden verdreven, wordt ze gearresteerd door Robins oude vijand, de sheriff van Nottingham. Robin redt haar tegen haar wil. Het nieuws van Robins terugkeer doet zich als een lopend vuurtje ronde, en veel van zijn oude volgelingen sluiten zich weer bij hem aan.
Koning Jan laat 200 soldaten aanrukken om Robin en zijn mannen te verslaan. Aangevoerd door de sheriff sluiten ze Robin en zijn mannen in. Robin en de Sheriff besluiten een één op één duel te houden om de situatie op te lossen. Robin wint na een lang gevecht en doodt de sheriff. De soldaten vallen desondanks toch aan en verspreiden Robins mannen. Marian neemt de gewonde Robin mee naar een klooster.
Marian maakt een drankje waar ze eerst zelf van drinkt, en dan laat ze Robin ervan drinken. Het blijkt echter geen medicijn voor zijn verwondingen te zijn, maar een dodelijk gif. Kleine Jan komt te laat om de twee te redden, maar beseft dat Marian uit liefde heeft gehandeld omdat Robin door alles wat er is gebeurd waarschijnlijk nooit meer dezelfde man zou worden die hij vroeger was. Met zijn laatste kracht schiet Robin een pijl door het open raam naar buiten, met het verzoek aan Kleine Jan om hen beide te begraven op de plek waar de pijl is geland.

## Rolverdeling

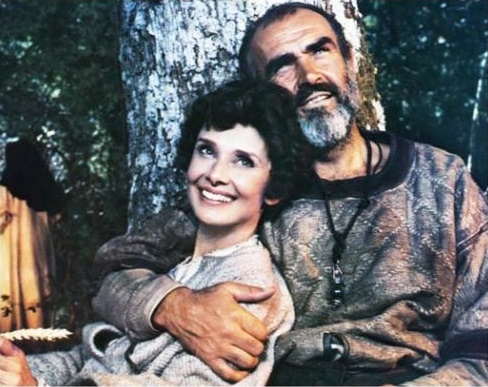
Audrey Hepburn en Sean Connery in Robin and Marian

| Acteur           | Personage             |
| ---------------- | --------------------- |
| Sean Connery     | Robin Hood            |
| Audrey Hepburn   | Lady Marian           |
| Robert Shaw      | Sheriff of Nottingham |
| Nicol Williamson | Little John           |
| Richard Harris   | King Richard          |
| Denholm Elliott  | Will Scarlet          |
| Ronnie Barker -  | Friar Tuck            |
| Ian Holm         | King John             |

## Achtergrond
De film werd over het algemeen goed ontvangen. Connerey en Hepburn werden geprezen voor hun rollen, maar critici vonden dat het verhaal van de film te veel een hervertelling was van de originele legende van Robin Hood.